# 플래그스태프 하우스

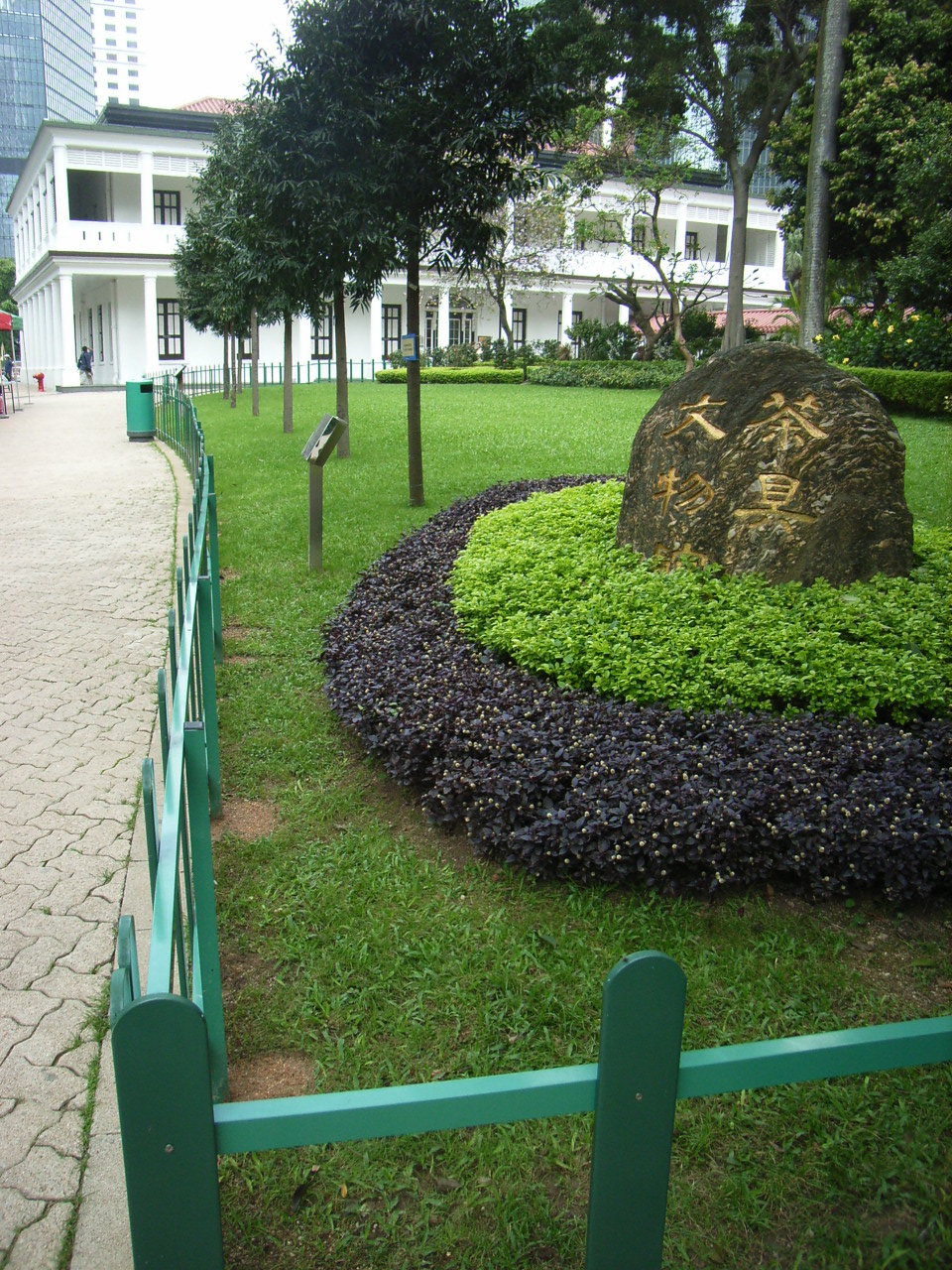
플래그스태프 하우스

플래그스태프 하우스(Flagstaff House, 중국어: 旗杆屋 기간옥[*], 치간우, 케이곤욱)은 중국 홍콩에 위치한 콜로니얼 양식의 건물이다. 홍콩 중서구 코튼 트리 드라이브(紅棉路) 10번지에 위치한다. 홍콩공원 내에 있다.
1800년대에서 1930년대까지의 홍콩 식민지 기간 동안, 오랜 기간 동안 홍콩 주둔 영국 군대의 대장의 숙소로 사용되었다.
현재는, 플래그스태프 하우스 안에는 뮤지엄 오브 티 웨어(Museum of Tea Ware, 중국어: 茶具文物館 다구문물관[*])가 들어서 있다.
플래그스태프 하우스는 또한 많은 커플들이 중국식 결혼 앨범 사진을 찍으러 오는 곳이기도 하다.

## 역사

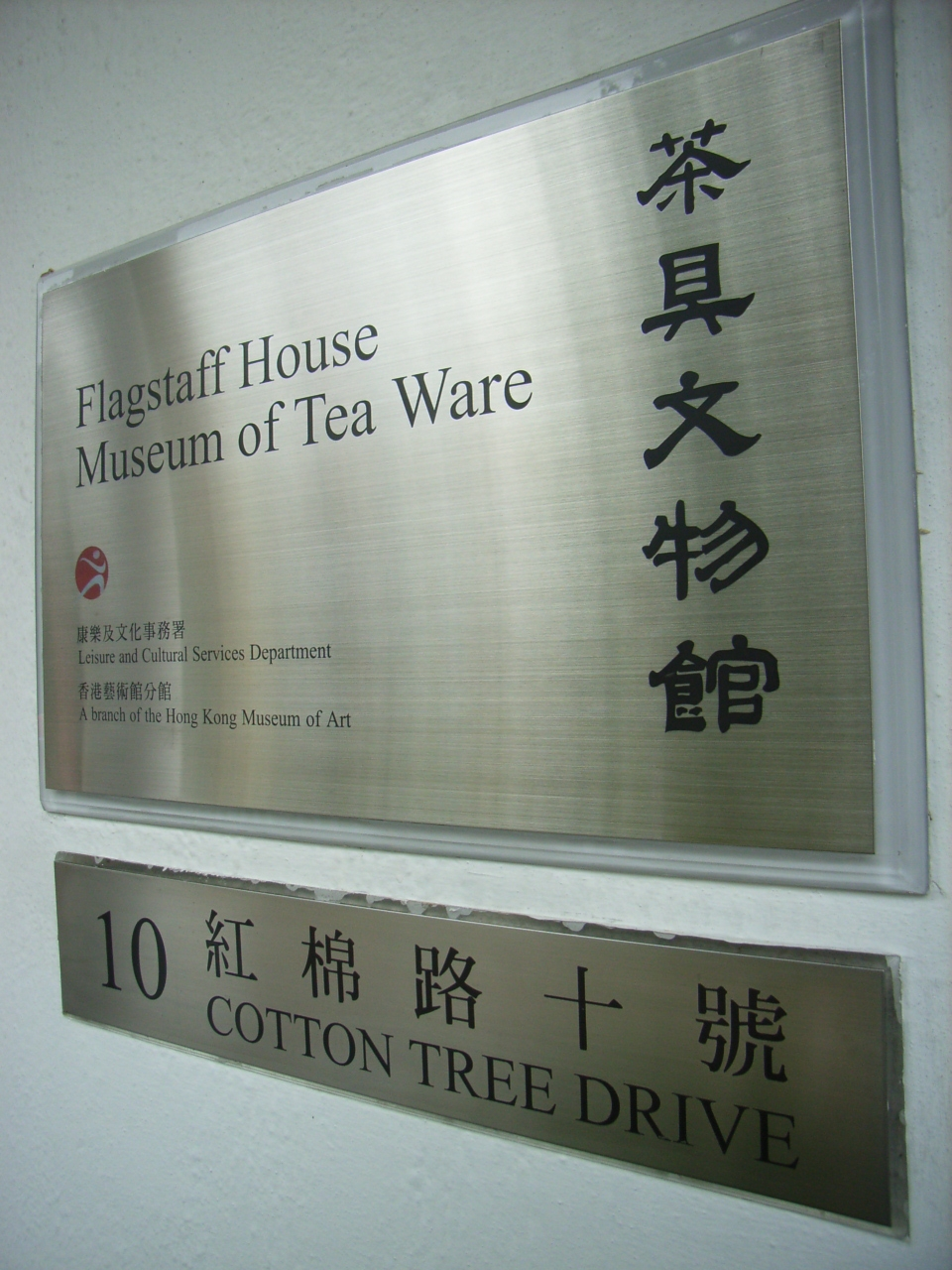
플래그스태프 하우스 현판

플래그스태프 하우스는 1932년까지는 헤드쿼터 하우스라고 불리었다. 이 건물을 누가 설계했는지는 의견이 분분하다. 1846년 완공되었으며, 처음에는 군대 사령부로 사용되었고 홍콩 주둔 영국 군대(주항영군)의 사령관의 숙소로도 사용되었다. 당시에는 해안가였던 퀸스 로드 위쪽이자 빅토리아 병영 위쪽의 작은 언덕에 지어졌다.
플래그스태프 하우스의 건물은 그리스 복고 양식을 따라서 지어졌다. 사가들은 이 건물이 머독 부르스( Murdoch Bruce)에 의해 설계되었지 않나 추측하고 있다. 이 사람은 스코틀랜드 사람으로서 이 건물의 감리를 맡고 있던 사람이었다. 혹은 왕립 공병대의 버나드 콜리즌(Bernard Collinson)이라는 장교가 설계하였지 않나 추측하고 있다. 이 건물을 처음으로 사용한 사람은 조지 찰스 다귈라 장군(major general)이었다. 그는 1844년부터 1846년까지 영국의 지휘 장군(General Officer Commanding, GOC)이었는데, 부총독 직을 겸했다.
일본이 침공해왔을 때(홍콩보위전) 서쪽 건물과 동쪽 건물이 총탄을 맞았다. 또한 폭탄에 의해 손상을 입었다. 일본은 이 건물을 보수하고는 일본의 홍콩 강점기 동안 군 사령관의 숙소로 사용하였다.
태평양 전쟁 종전 후, 플래그스태프 하우스는 다시 1978년까지 사령관의 숙소로 이용되었다. 1978년 주둔군 사령관은 의도적으로 숙소를 바커 로드(Barker Road)로 옮겼다. 빅토리아 병영 철수의 일환으로 군 소유에서 홍콩 정부로 소유가 넘어 갔다. 1981년 홍콩 정부는 이것을 홍콩 시정청의 관할 하에 두었다.
이 건물은 1989년 홍콩법정고적열표로 지정되었다. 최대한 원래의 19세기 중반 양식의 건물의 모습을 띠도록 개보수되었으며, 구조적으로도 보강된 바 있다. 박물관으로서 사용할 수 있도록 내부 인테리어도 개조된 바 있다.

## 뮤지엄 오브 티 웨어
1984년, 플래그스태프 하우스는 플래그스태프 하우스 뮤지엄 오브 티 웨어(중국어: 茶具文物館 다구문물관[*])로 탈바꿈하였다. 홍콩 뮤지엄 오브 아트의 분관 박물관으로서였다. 이 뮤지엄은 다구의 연구와 전시에 집중하고 있다. 중국의 장쑤성에서 온 이싱 티팟을 포함한 여러 다구를 전시하고 있다.
새로운 부속 건물인 K.S. 로 갤러리는 1995년에 추가되었다. 이 건물은 지역의 수집가였고, 1970년대 소장품을 시에 기증한 K.S Lo 박사(1910-1995)의 이름을 따서 이름이 지어졌다. 이 기증품들이 이 뮤지엄의 핵심 전시품목으로 자리잡고 있다. 새 갤러리는 도자기와 중국 도장 콜렉션을 소장하고 있다.

### 전시 / 찾아가기
이 박물관은 중국 도예 미술과 중국 차문화의 홍보를 위해 정기적으로 도자기 전시(시범)을 갖는다.
입장료는 무료이다. 평일에는 오전 10시부터 오후 5시까지 문을 여는데, 화요일에는 문을 닫는다.

## 같이 보기
- 홍콩의 박물관
- 홍콩의 역사